# Atlas (mitologia)
Atlas (gr. Ἄτλας, Atlas, łac. Atlas) – w mitologii greckiej jeden z tytanów.
Uchodził za syna tytana Japeta i okeanidy Azji (lub Okeanidy Klymene)  oraz brata Prometeusza, Epimeteusza i Menojtiosa.
Skazany przez Zeusa za udział w tytanomachii na dźwiganie sklepienia niebieskiego na barkach gdzieś na dalekim zachodzie, w kraju Hesperyd. Ojciec wielu córek zwanych Atlantydami (Plejady i Hiady z Plejone, Hesperydy z Hesperis), czasem za jego córkę uważa się też Dione. Atlas miał także synów: Hyas i Hesperos, według Homera, jego córką była nimfa Kalipso.
Według innej wersji uchodził za pierwszego astronoma, króla Mauretanii.
Postać Atlasa przewija się w wielu mitach.
- Jedenasta praca Heraklesa w służbie Eurysteusza miała polegać na kradzieży jabłek z ogrodu Hesperyd, córek Atlasa, który brał udział w tym przedsięwzięciu[1].
- Gdy Perseusz wracał z wyprawy przeciw Meduzie, postanowił zatrzymać się w zachodniej Afryce. Spotkał się z wyjątkowo nieprzyjemnym powitaniem ze strony Atlasa. Rozgniewany heros pokazał tytanowi głowę jednej z gorgon i zamienił go w kamienną górę, którą nazwano imieniem tytana[1].

Już Herodot (Dzieje 4, 184) utożsamiał go z górami w północno-zachodniej Afryce.
Atlas wyobrażany jest najczęściej jako potężny starzec, który trzyma na ramionach glob ziemski.
Temat Atlasa był wykorzystywany w rzeźbie starożytnej, później także w baroku.
Najsłynniejsze wyobrażenia Atlasa w sztuce – metopa w świątyni Zeusa w Olimpii, Atlas Farnezyjski – kopia w muzeum w Neapolu.
Według niektórych autorów, szczególnie zwolenników historii o Atlantydzie, Atlas miał być synem Posejdona i herosem, a narodzić się miał ze związku z nimfą Klejto. Ten Atlas miał podobno jedenastu braci, z którymi razem założył największe miasta Atlantydy. Często utożsamiano go z wyżej opisanym Atlasem.
Istnieją też przekazy, że Atlas jest synem Uranosa i bratem Kronosa.